# Rafael Hardisson y Espou
Rafael Hardisson y Espou fue un político y empresario español nacido en Santa Cruz de Tenerife, (Tenerife, Canarias) el 10 de diciembre de 1860 y fallecido el 12 de julio de 1933. De ascedencia francesa por su padre, Auguste Hardisson, pertenecía a una de las familias más poderosas de la isla de Tenerife.
Fue productor vitícola, director de la casa Hardisson Hermanos, y fundador de la Compañía Eléctrica de Santa Cruz de Tenerife, la Sociedad Anónima de Tranvías Eléctricos, así como del Colegio San Ildefonso de Santa Cruz de Tenerife. Entre 1912 y 1915 fue presidente del Real Club Náutico de Tenerife, y en 1926 del Casino de Tenerife. Fue representante de numerosas navieras, entre ellas la Cia. Genérale Transatlantique, que se encargaba del traslado de los emigrantes canarios que se dirigían a Cuba, y la Cia. Des Chargeurs Réunis, encargada de llevar la fruta canaria a Burdeos. También impulsó los cruceros de turismo. Entre febrero de 1921 y mayo de 1922 fue presidente de la Junta de Obras del Puerto de Santa Cruz de Tenerife, teniendo como ingeniero director a Rafael Clavijo y Aznar de la Torre.
Fue Presidente de la Cámara Oficial de Comercio Industria y Navegación de Santa Cruz de Tenerife y Cónsul de Colombia y Portugal en Tenerife. Recibió condecoraciones como la Cruz del Mérito Naval, y era Caballero de la Orden Militar de Cristo de Portugal y de la Real Orden de Carlos III.